# Flashlight Brown
Flashlight Brown is een Canadese punkrockband uit Ontario, Canada.

## Geschiedenis
De band is in 1996 opgericht door het viertal Fil, Mike, Matt en Tim. De band heette toen nog Flashlight. Een jaar later is het eerste album genaamd Flashlight onder "Stomp Records" uitgebracht, gevolgd door Running Season in 1999.
In 2000 kreeg de band meer bekendheid en een grotere touragenda. In dat jaar is de naam veranderd naar Flashlight Brown. Het volgende album, dat in 2001 uitkwam, droeg ook deze nieuwe naam.
In 2002 kreeg Flashlight Brown een contract bij Hollywood Records. Dit leverde in 2003 het eerste album onder een groot label op: My Degeneration. Dit album bestond uit zowel nieuwe nummers, als her-opgenomen nummers uit hun oude repertoire. Het volgende album Blue liep vertraging op en kwam in 2006 uit. Op de website van Flashlight Brown was in juni 2006 te lezen dat door grote verschillen met Hollywood Records de band niet langer meer onder contract was bij dit label. Alle optredens die gepland stonden werden geannuleerd.
In 2006 is Mike (gitaar) om persoonlijke redenen uit de band gegaan, en is Bart daarvoor in de plaats gekomen. 

## Albums
- Flashlight 1997 (Stomp Records)
- Running Season 1999 (Stomp Records)
- Flashlight Brown 2001 (Union 2112)
- My Degeneration 2003 (Hollywood Records)
- Blue 2006 (Hollywood Records)